# Famille de Laborde de Monpezat
Pour les articles homonymes, voir Familles de Laborde et de Laborde.
La famille de Laborde de Monpezat, anciennement Laborde, est une famille subsistante d'ancienne bourgeoisie française d'origine béarnaise. 
L'un de ses membres, Henri de Laborde de Monpezat, a épousé en 1967 la princesse héritière de Danemark et future reine Margrethe II, devenant le prince Henrik de Danemark, puis prince consort de Danemark en 1972 ; de ce couple descend la famille régnante du Danemark « per virilem sexum ». Leur fils aîné Frederik devient le 14 janvier 2024 roi sous le nom de Frédéric X de Danemark.

## Histoire
Selon Joseph Valynseele et Arnaud Chaffanjon le patronyme Laborde de Monpezat est porté depuis le mariage, le 16 août 1648, de noble Jean de Laborde, baptisé en 1620, docteur en droit civil et canon et gentilhomme ordinaire de la chambre du roy, avec Catherine d'Arricau, dame de Monpezat — nom d'une actuelle commune des Pyrénées-Atlantiques. Joseph Valynseele indique que « la qualification de noble ne présume pas de la véritable noblesse de son porteur, mais signifie qu'il vivait noblement ». D'autre part, la qualité de « gentilhomme de la chambre du roi » portée par Jean de Laborde ne fait pas l'objet d'un consensus : dans un numéro de l'Intermédiaire des chercheurs et curieux (ICC) et dans un numéro du Bulletin de la Société académique des Hautes-Pyrénées, il est désigné comme « Jean de Laborde, docteur en médecine »,, mais dans un autre numéro de l'Intermédiaire des chercheurs et curieux (ICC) il est qualifié de « docteur en droit civil et canonique, gentilhomme de la chambre du roi ».
Pierre Grillon écrit qu'en mai 1655 Jean de Laborde obtient par lettres patentes du roi l'anoblissement des maisons et métairies de Monpezat et de Beaufranc – et non de sa personne –, mais que l'acte original n'a pas été retrouvé et que les archives du parlement et de la chambre des comptes de Navarre ont en partie brûlé en 1716 ; toutefois une copie de cet acte a été publiée dans le Bulletin de la Société des sciences, lettres et arts de Pau en 1907, et, selon J. Valynseele, la matérialité des lettres patentes de 1655 ne saurait faire de doute. Cet auteur ajoute que « mention est faite du même Jean de Laborde pour sa maison noble de Beaufranc située à Moncaup, à la date du 15 décembre 1665, dans le Rôle des droits féodaux des nobles qui ont prêté hommage (Archives des Pyrénées-Atlantiques, B3971) ». Nous trouvons également : « taxe des nobles de Béarn pour la convocation du ban et de l'arrière-ban XVIIe siècle : ... M. de Laborde de Moncaup, 4 écus ».
L'abbé Jean Francez écrit, quant à lui : « Par lettres patentes en date de mai 1655, le roi de France anoblit cent cinquante journaux de terre, au titre de Beaufranc, situés sur les communes de Moncaup et Monpezat, en Béarn, appartenant à Jean de Laborde à la charge d'en rendre hommage à sa majesté et à ses successeurs, sous le devoir d'un fer de cheval, à chaque mutation de seigneur. Cet anoblissement donnait droit d'entrée aux États de Béarn ». D'après la même source, « Les Laborde de Monpezat sont nobles depuis l'acte royal de mai 1655 qui anoblissait les 150 journaux de terre situés à Moncaup et à Monpezat ». Et, dans son ouvrage La Noblesse du Périgord, l'historienne Joëlle Chevé dit que la famille a été anoblie par lettres en 1655.
Bien que des terres de la famille de Laborde à Monpezat et à Beaufranc aient été anoblies, en 1655, il faut souligner qu'en Béarn la noblesse ne s'attache pas à une personne, mais à une terre qui donne toujours droit à la qualité de noble à son possesseur et seigneur (et à lui seul), que cette terre ait été acquise par achat ou par héritage – cet état de noblesse, attaché à une terre, étant renouvelé chaque fois cette terre transmise et de ce fait rendu d'un état personnel à un état perpétuel (à la différence d'un état héréditaire) – ; aussi des arrêts du Conseil d'État, en 1669 et en 1701, exemptèrent les Béarnais de la recherche générale de noblesse, ordonnée en 1666 et 1696 et cela jusqu'en 1789.
Les Laborde de Monpezat étaient propriétaires de terres nobles et du fief de Beaufranc, dont on  appelait ses possesseurs domengers (écuyer, gentilhomme), statut propre à cette province qui donnait le « privilège de noblesse » aux propriétaires de la terre noble,, mais pas de juridiction sur les dites terres. Le domenger était propriétaire d'une domenjadure, seigneurie donnant droit d'entrée aux États. La noblesse béarnaise se composait des domengers et des cavers.
Joseph Valynseele écrit au sujet des journaux de terres anoblis : « Prélevés sur le bien propre de l'intéressé pour être anoblis, ceux-ci constituaient ce qu'on appelait en Béarn une domengeadure, c'est-à-dire un fief sans juridiction ne comportant pas de soumis, par conséquent pas de cens, pas de droits seigneuriaux, mais seulement la maison et les terres qui sont la propriété du domenger ».
Les Laborde ont également possédé une maison et des terres à Séron dans les Hautes-Pyrénées. J. Francez précise que les trois générations qui ont vécu à Séron n'y ont possédé ni seigneurie, ni terre noble.  
La famille Laborde de Monpezat n'a jamais été admise aux États du Béarn (ni dans le Grand-Corps, qui regroupait la noblesse de cette province, ni même dans le Second-Corps, qui regroupait gens de robe, maires et jurats) et a essuyé deux refus successifs d'admission, en 1703 et à nouveau en 1707. À cet égard, dans la Revue historique (année 1976), Pierre Grillon se penche sur les réserves de Joseph Valynseele quant à la noblesse de cette famille, mais il développe pour sa part un argumentaire selon lequel l'absence d'admission ne saurait remettre en cause la validité de l'anoblissement, alors que pour J. Valynseele ladite admission avait « valeur de reconnaissance ou de maintenue de noblesse »,. Les auteurs de la Revue Historique de 1976 précisent que le 18 juin 1654, les États du Béarn avait prononcé un arrêt que « désormais il ne serait plus procédé à des réceptions pour des terres anoblies n'ayant pas au jour de la décision de 1654, un droit d'entrée », la règle fut suivie jusqu'à la fin de l'Ancien Régime sauf de très rares dérogations (fait de déroger à une loi) accordées pour services rendus au roi, « J. Valynseele aurait dû déduire de ses propres constatations qu'au moins à partir de cette date de juin 1654 le fait de ne pas siéger parmi la noblesse aux États de Béarn n'impliquait nullement qu'on ne fût pas noble ».
Cependant, Henri Jougla de Morenas, dans Le Second ordre (1973) à la page 55, écrit : « L'anoblissement par la terre de son propriétaire ne produisait son plein effet — surtout quand il s'agissait de terres nouvellement « anoblies » — , que quand ce possesseur avait été admis aux États ».
Sur les Laborde de Monpezat, F. de Saint-Simon dans Le Dictionnaire de la noblesse française (1975) écrit : « BÉARN : La possession d'une terre noble n'était point suffisante pour être anobli et il fallait être reçu aux États pour avoir une noblesse parfaite (c'est-à-dire complète et héréditaire) ; à la fin du XVIIe siècle et au XVIIIe siècle, les États de Béarn étaient d'une intransigeante sévérité sur la qualité nobiliaire. Le cas des Laborde de Montpezat est typique à ce sujet ».
L'historien Michel Péronnet écrit : « Les États de Béarn repoussèrent par deux fois leurs prétentions [des Laborde de Monpezat] de figurer dans la noblesse en faisant remarquer, en 1707, que l'anoblissement de terre était une pratique courante et qu'il ne suffisait pas à anoblir les familles. À aucun moment les Laborde ne purent prétendre à une reconnaissance de noblesse avant 1789 ».
Théophile de Bordeu (1722-1776) : « Quoi qu'il en soit, la noblesse étant en Béarn attachée au fief, tout roturier qui devenait possesseur d'une terre noble par mariage, par donation ou par acquisition devenait noble dès sa réception aux États et jouissait dès lors de tous les privilèges du second ordre dans la province. Sa réception était indispensable. Le 11 juillet 1672 les États condamnèrent un particulier qui s'était qualifié noble avant sa réception. Mais dès que l'intéressé avait été admis, il était noble « à part entière ». »,
Les Laborde de Monpezat ont payé la capitation noble de 1721 à 1731, pour leurs terres nobles de Monpezat et Beaufranc, puis de nouveau en 1786 en Béarn. Barthélemy de Laborde de Monpezat (1756-1843), arrière-petit-fils de Jean de Laborde et de Catherine d'Arricau, dame de Monpezat, est inscrit sur les rôles de la capitation noble du Nébouzan en 1788,. Pierre Grillon y voit une autre preuve de la noblesse de la famille et précise que les Laborde de Monpezat sont « parfaitement et authentiquement nobles ».
J. de Bertier, membre correspondant de la commission des preuves de l'ANF pour cette région, a publié un article sur La noblesse inféodée dans les Pyrénées (Bulletin ANF no 161 (1979)). Spécialiste de la question, il a publié une série d'articles sur les États du Béarn au sein de la Société des sciences, lettres et arts de Pau et du Béarn mais aussi un article sur le vote en 1789 du Second Ordre en Béarn (Bulletin ANF no 165 (1980)). Il écrit que les preuves de noblesse se font devant les États pour les résidents dans la province, que la noblesse par fiefs est acquise dès l'admission aux États et héréditaire pour tous les descendants, que l'assemblée de la noblesse de 1789 est dans un premier temps ouverte aux possesseurs de fiefs ouvrant le droit d'entrée, puis le 22 avril 1789 aux possesseurs de fiefs ne donnant pas le droit d'entrée et enfin le 25 avril 1789 à tous les inscrits sur le rôle de la capitation noble. Les Laborde de Montpezat ne figurent pas sur la liste des bénéficiaires donnée par J. de Bertier. Selon la généalogie écrite par J. Francez (1966), il est à noter que le chef de famille était alors un enfant de trois ans, bien trop jeune pour requérir ce droit élargi à l'assemblée de la noblesse, mais deux adultes de cette même famille étaient pourtant encore vivants à cette même époque.
La famille a obtenu de faire rectifier officiellement son patronyme (modifié sous la Révolution française[réf. nécessaire]), devenu de Laborde-Monpezat en 1860, puis de Laborde de Monpezat en 1861. Et, depuis la fin du XIXe siècle, les descendants usent d'un titre irrégulier de comte — comme un préfixe officieux, sous la forme « comte N. de Monpezat », au lieu de « N. de Laborde, comte de Monpezat » pour un titre régulier.

## Généalogie simplifiée
Cette généalogie est en partie issue des travaux de J. Francez publiés en 1966 dans le Bulletin de la Société académique des Hautes-Pyrénées :
- Jean de Laborde, né à Nay ; il épouse Jeannette de Bruchelles (née à Nay).
  - Bernard de Laborde, né en 1613 à Nay.
  - Pierre de Laborde, né en 1614 à Nay.
  - Antoine de Laborde, né en 1616 à Nay.
  - Jean de Laborde, né en 1620 à Nay, médecin, seigneur de Beaufranc ; il épouse en 1648 Catherine d'Arricau, dame de Monpezat, ils ont huit enfants ; il teste en 1675.
    - Vincent de Laborde, il hérite de Beaufranc, il meurt sans alliance à Moncaup en 1730[30].
    - noble Pierre-Paul de Laborde de Monpezat (1672-1730) ; il épouse Jeanne de Canet (1682-1747), fille de noble Charles de Canet, riche propriétaire à Baleix et à Séron ; à Séron, en Bigorre, Pierre-Paul possède 141 journaux de terre et une maison, mais sans seigneurie ni terre noble[4], où habiteront trois générations de Laborde de Monpezat.
      - noble Louis de Laborde de Monpezat (1711-1761) ; il épouse en 1740 Hélène Cazanave dite Noguez[30] (1713-1778).
        - noble Antoine de Laborde de Monpezat (1743-1787) ; en 1773 sa mère l'institue dans un acte notarié héritier de ses biens en Béarn, dans lequel il est qualifié d'« écuyer » ; il se fixe à Moncaup et épouse en 1773 Ursule de Boy (1757-1812), fille de noble Pierre de Boy (natif de Taron) ; ils ont trois enfants.
          - Jean de Laborde de Monpezat (1786-1863), maire de Taron ; il épouse en 1821 Jeanne Judith Ferrier (1797-1868).
            - Philippe de Laborde de Monpezat, né en 1824, maire de Taron à la suite de son père ; il épouse en 1857 Marie de Lostalot-Bachoué (1835-1904)
            - Aristide de Laborde de Monpezat (1830-1888), négociant et président du tribunal de commerce de Pau, maire de Pau de 1875 à 1881, chevalier de la Légion d'honneur ; il épouse en 1860 à Pau à Jeanne Émilie Borde (1835-1889).
              - Henri de Laborde de Monpezat (1868-1929), planteur d'un domaine de 25 000 hectares (d'hévéa, de riz, de café et de poivre) en Annam, journaliste et directeur du journal la Volonté Indochinoise qu'il crée en 1924[31], homme politique (délégué de l'Annam et du Tonkin au conseil supérieur des colonies[32]) et militant royaliste[31] ; il épouse en 1904 Henriette Hallberg (1880-1973).
                - Jacques de Laborde de Monpezat (1905-1985), colonel de la Légion étrangère, officier de la Légion d'honneur ; il épouse en 1931 Jeanne Marie Adélaïde Thévenon (1906-1963).
                - Charles Marie Jean André de Laborde de Monpezat (1907-1998), planteur, directeur du journal la Volonté Indochinoise ; il épouse en 1948 Renée Yvonne Doursenot (1908-2001), dont neuf enfants (quatre fils et cinq filles).
                  - Henri Marie Jean André de Laborde de Monpezat (1934-2018), diplomate à Londres, viti-viniculteur dans le Lot, où la famille royale danoise acquiert le château de Caïx en 1975 ; il épouse en 1967 la future reine Margrethe II de Danemark, et est créé prince Henrik de Danemark ; le 30 avril 2008, la reine Margrethe II octroie le titre de comte de Monpezat (greve af Monpezat en danois) à ses deux fils Frederik et Joachim, à leurs épouses et à leurs descendants, rappelant ainsi le souvenir des racines françaises de la famille : ce titre régulier s'ajoute aux titres royaux danois existants ; à noter que, dans un souci de classification patrilinéaire, certains auteurs[Qui ?] sont amenés à ranger Frederik et Joachim, ainsi que leur descendance, sous une rubrique officieuse : Maison de Laborde de Monpezat[33] ; le prince Joachim porte d'ailleurs, sur-le-tout de ses armes, un écusson personnel parti d'Oldenbourg (la maison royale du Danemark) et de Laborde de Monpezat.
                    - Frédéric X de Danemark (1968), roi de Danemark ; il épouse en 2004 Mary Elizabeth Donaldson (1972).
                      - Christian Valdemar Henri John de Danemark (2005).
                      - Vincent Frederik Minik Alexander de Danemark (2011).

                    - Joachim Holger Waldemar Christian de Danemark (1969) ; il épouse en 1995 Alexandra Christina Manley (1964), puis en 2008 Marie Agathe Odile Cavallier (1976).
                      - Nikolai William Alexander Frederik de Monpezat (1999).
                      - Felix Henrik Valdemar Christian de Monpezat (2002).
                      - Henrik Carl Joachim Alain de Monpezat (2009).

                  - Étienne de Laborde de Monpezat (1942) ; il épouse Isabelle-Frédérique Comolli[34] (trois fils), fille d'Yvan Comolli, ingénieur et président de société, commandeur de la Légion d'honneur et grand-croix de l'ordre national du Mérite, petite-fille de César Comolli, vice-président du Conseil général de Constantine, sœur du haut fonctionnaire Jean-Dominique Comolli et belle-sœur de la préfète Catherine Delmas-Comolli[35].
                  - Jean-Baptiste de Laborde de Monpezat (1943) ; il épouse Isabelle Vilgrain (deux filles et un fils), puis le mannequin britannique Gillian Pretty (ex-épouse du philosophe Edward Goldsmith et ex-belle-mère de l'écrivain Mark Shand (en), frère de Camilla, reine consort du Royaume-Uni).

        - noble Barthélémy de Laborde de Monpezat (1756-1843).

      - noble Antoine de Laborde de Monpezat, qualifié bourgeois[30] ; il épouse en 1738 Françoise de Larrotis, fille de Dominique de Larrotis, propriétaire au village de Pouts.
        - noble Louis de Laborde de Monpezat (1745-1807) ; il épouse en 1777 Marie Laban (née à Gardères), ils ont une fille.

  - Jean de Laborde, né en 1631 à Nay.
  - Bernard de Laborde, né en 1632 à Nay.
  - Pierre de Laborde, né en 1634 à Nay.

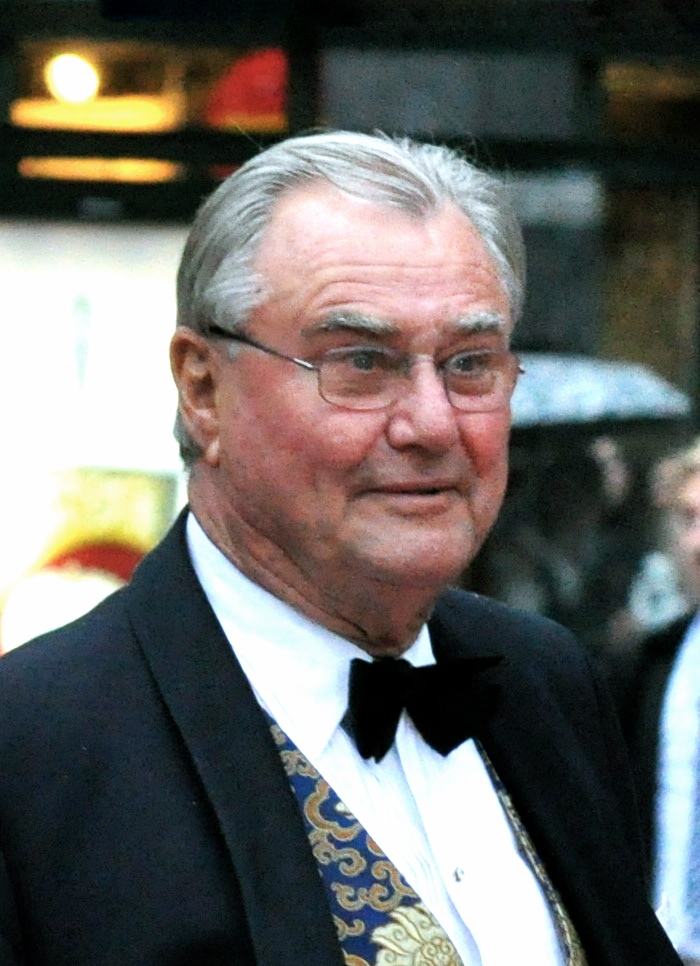
Henri de Laborde de Monpezat (1934-2018), devenu Henrik de Danemark, prince consort.
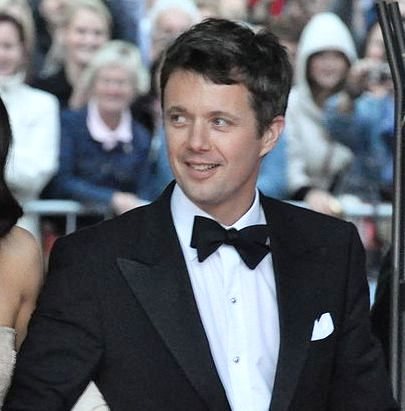
Frédéric X (1968), roi de Danemark.
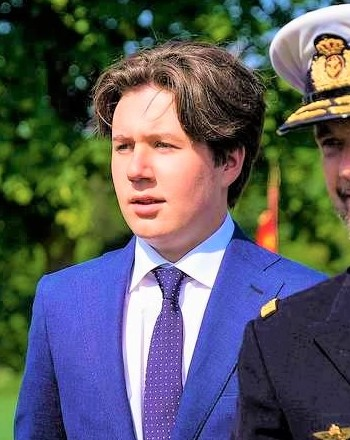
Christian de Danemark (2005), prince héritier de Danemark.
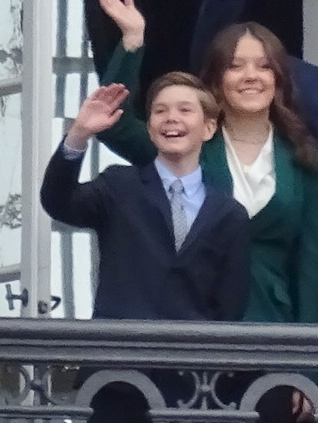
Vincent de Danemark (2011).
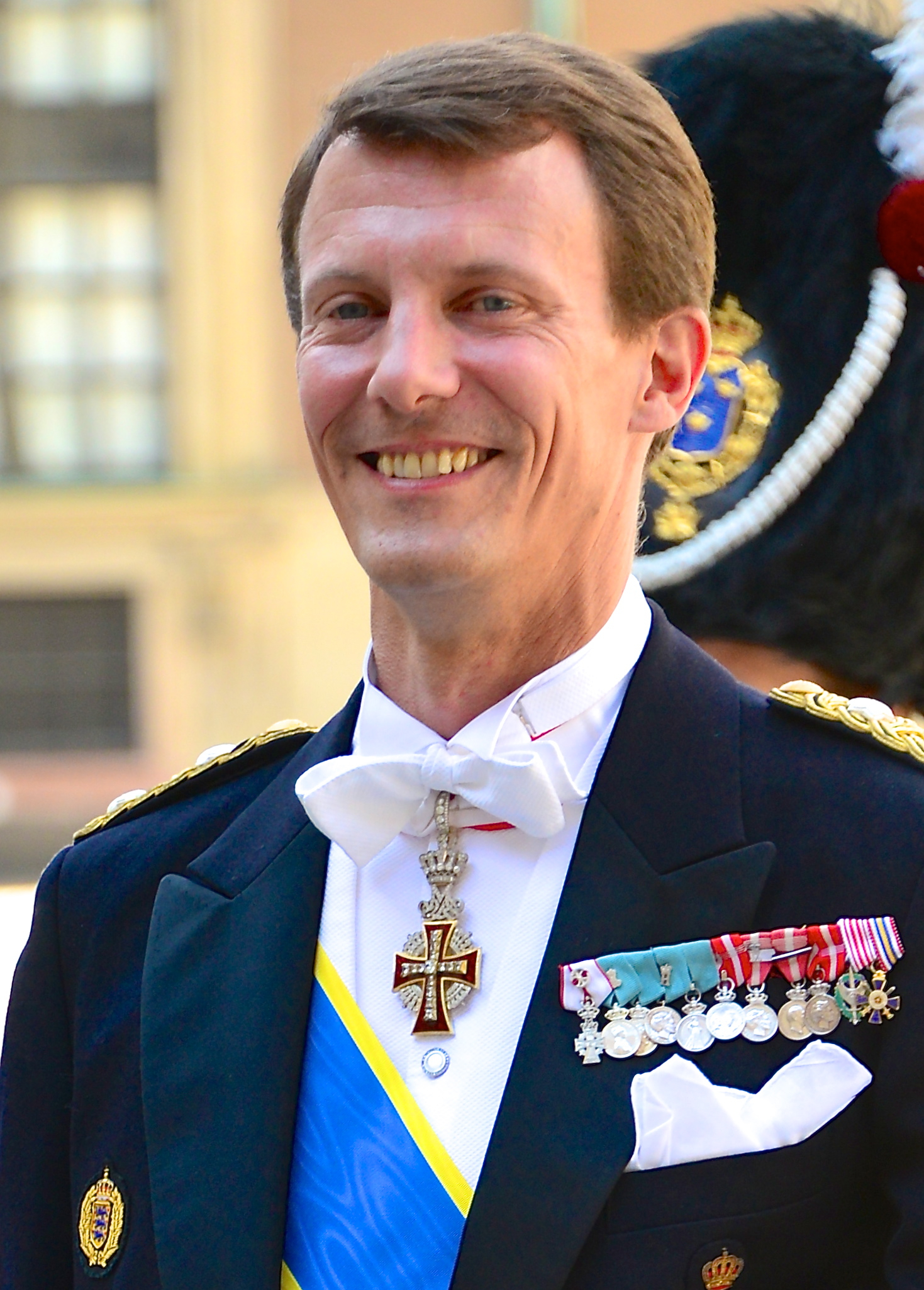
Joachim de Danemark (1969).
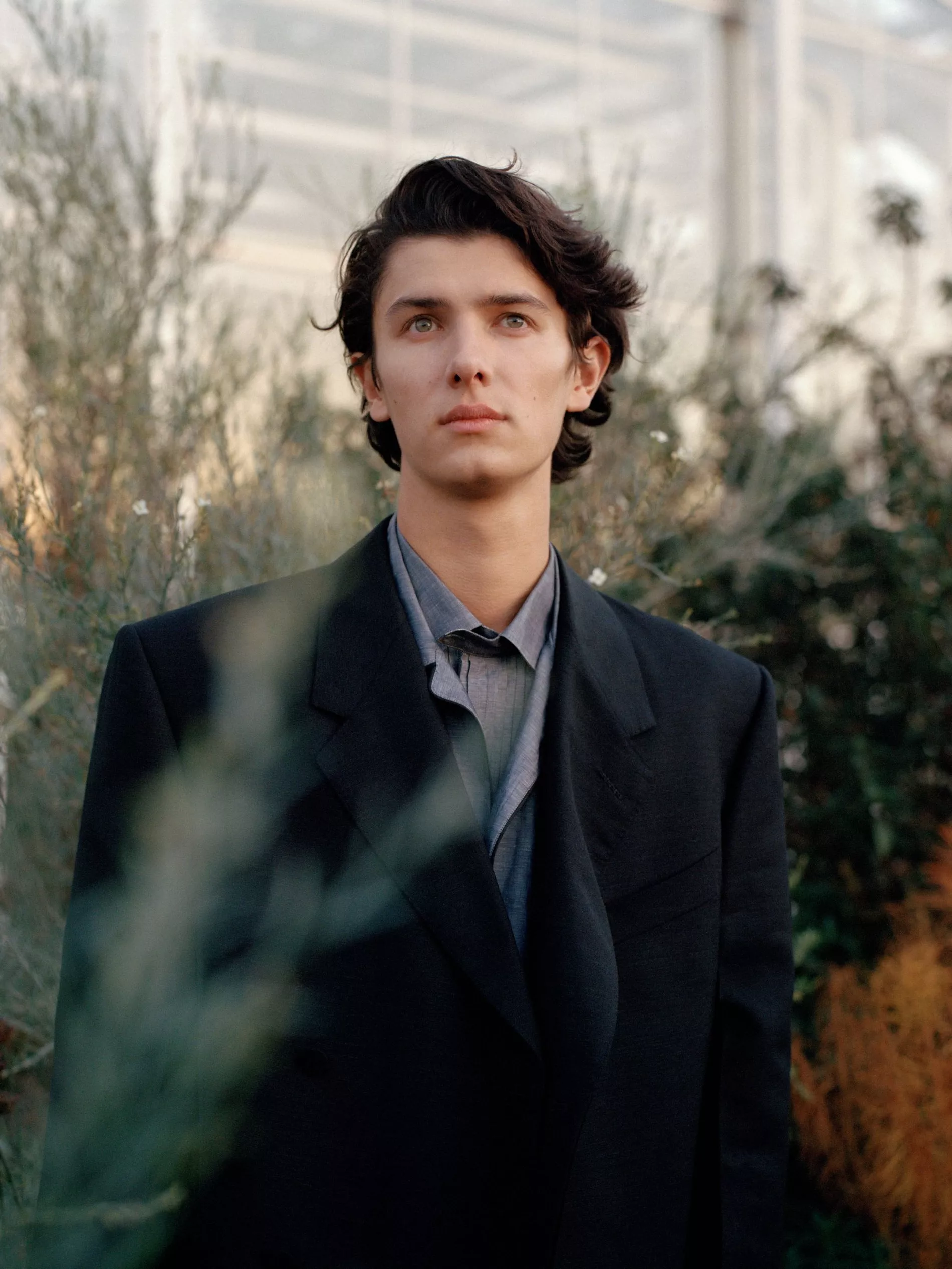
Nikolai de Monpezat (1999).
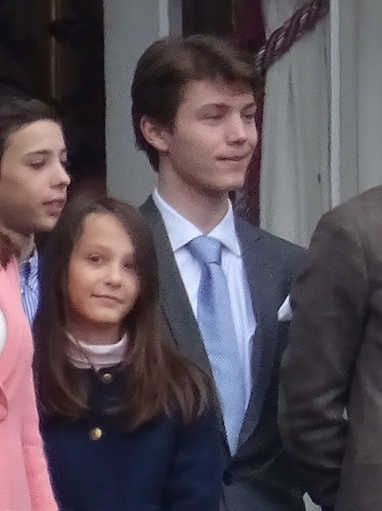
Felix de Monpezat (2002).
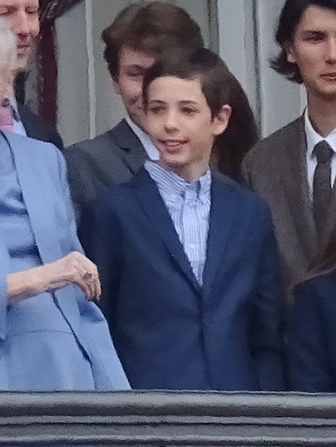
Henrik de Monpezat (2009).
Armes de Joachim de Danemark, sur-le-tout parti d'Oldenbourg et de Laborde de Monpezat.

## Alliances
Les principales alliances de la famille de Laborde de Monpezat sont : de Bruchelles, d'Arricau de Monpezat (1648), d'Abadie de Montaut, de Canet, de Larrotis (1738), Cazanave (1740), Delom, de Boy (1773), Laban (1777), Serres (1787), Bonnefoy, Ducasse, de Plems[réf. nécessaire], Ferrier (1821), de Lostalot-Bachoué, Borde, Hallberg, Thévenon, Doursenot (XXe siècle), de Glücksbourg (1967), Beauvillain, Vilgrain (XXe siècle).